# Iconoclasta
Iconoclasta is een Mexicaanse muziekgroep. 
De band werd in 1980 opgericht door een aantal musici die in dezelfde buurt woonden in Mexico-stad. Zij wilden buiten de gevestigde paden blijven met een mengeling van klassieke muziek, elektronische muziek en fusion. Om dat te bereiken richtten ze een eigen platenlabel op: Discos Rosenbach. Ze begonnen concerten te geven en slepen daarbij verder aan hun muziek voor hun eerste album Iconoclasta (1983). Dit ging niet onopgemerkt voorbij. De band kreeg subsidie van het Ministerie van Onderwijs voor concerten in de daarop volgende jaren. In 1985 ging de band aan de slag voor het tweede album. De voorbereidingen werden onderbroken door de grote aardbeving van 1985. Het album Reminiscencias werd pas in 1986 uitgebracht, alhoewel presswright 1985 vermeldde. Het album kreeg ook internationaal enige aandacht. Het was een conceptalbum, waarbij Iconoclasta zich afzette tegen de wapenwedloop. Het album bevat de suite Reminiscencias de un mundo sin futuro.
Er volgde een ep onder de titel Suite Mexicana (1987), waarbij de band hun muziek combineerde met mestiesmuziek. Leider Moreno was destijds ook leider van de band Praxis, die maar tot een album kwam (La eternidad de lo efimero, 1988). Op de grens van 1987 en 1988 kwam Soliloquio in de winkels. Januari 1988 bracht belangrijke personeelswisselingen. Rosa Flora Moreno, de zus van Richard, en ook bassist Nohemi d’Rubin vertrokken. Als eerbetoon bracht de band een verzamelalbum uit: Siete Años (DR012, 1988). 
Eind 1988 volgde de jazzrockelpee Adolescencia crónico.
In 1989 gaf het platenlabel Art Sublime uit Hollywood een combinatie uit van de eerste twee albums. Het werd uitgegeven in een elpeehoes, waarin één compact disc zat. 
Distributie van dat album en ook andere vond onregelmatig plaats via het Franse platenlabel Musea Records, dat zich had gespecialiseerd in onbekende progressieve rock van buiten Europa. De meeste albums zijn voor de Europese markt in 2021 nog steeds te verkrijgen via dat label.
Het album Resurrección betekende een heroprichting; in een dankwoord werden alle voormalige leden nog eens bedankt (op een positieve manier). In 2013 volgde nog Movilidad. De foto, genomen tijdens een concert in 2015, is het laatste spoor van de band. Op het spandoek op de achtergrond een afbeelding van het eerste album.

## Discografie

### Studioalbums
- Iconoclasta (1983, DR001)
- Reminiscencias (1985, DR002)
- Suite Mexicana (1987, DR004)
- Soliloquio (1987, DR009)
- Adolescencia Cronica (1988)
  - opgenomen in de Estudios Area in 1988, eerste uitgegeven door Phoenix (Mexico), in november 2000 Europese heruitgave via Musea Records
  - conceptalbum over bloeiende jeugd met Hector Hernandez en Ricardo Ortegon (gitaar), Alfredo Raigosa (basgitaar), Victor Baldovinos (drumstel) en Ricardo Moreno (toetsen)
- En busca de sentido (1989)
  - opgenomen in de Estudio Digimusic, Fresnillo, Zacatecas; eerst uitgebracht door Phnoenix, in 2000 heruitgave via Musea Records
  - dezelfde samenstelling als Adolescencia Cronica
  - track 6 La historia supera a cualquier ideologica is opgedragen aan de slachtoffers van Bejing in 1989 (Tiananmenprotest).
- La rencarnacion de Maquiavelo (1991)
  - opnamen in Arco Estudios; eerst uitgebracht via Phoenix; terugkeer van Nohemi d'Rubin
- De todos uno (1994)
- La granja humana (2000)
  - ook wel The human farm, opgenomen in de periode oktober 1999 tot maart 2000 in de Mix Tech Studios; thema is genetische manipulatie, dat uiteindelijk moet leiden tot het gewenste nageslacht en klonen.
- Resurrección (2009)
- Movilidad (2013)

### Livealbums
- Iconoclasta en concierto (1990)
  - opgenomen tijdens een concert op 5 april 1990 in het Teatro de la Ciudad in Mexico-stad met Richard Moreno (toetsen), Hector Hernandez, Ricardo Ortegon (gitaar), Jua Carlos Gitierrez (basgitaar) en Victor Baldovinos (drums)
- Live in France (2020)

### Verzamelalbums
- Siete años (1988)
- Trece años (1996)

- MusicBrainz: 615fdbed-2bca-4f4d-b522-6d6b36b6eb6a
- Virtual International Authority File: 126903137